# Phatthalung
Phatthalung, (thai: พัทลุง) är en provins (changwat) i södra Thailand. Provinsen hade år 2000 498 471 invånare på en areal av 3 424,5 km². Provinshuvudstaden heter Phatthalung.

## Administrativ indelning
Provinsen är indelad 11 distrikt (amphoe). Distrikten är i sin tur indelade i 65 subdistrikt (tambon) och 626 byar (muban). 